# Mauro Minelli
Mauro Minelli (San Giovanni Bianco, 2 aprile 1981) è un ex calciatore italiano, di ruolo difensore.

## Caratteristiche tecniche
È un difensore centrale.

## Carriera

### Club
Cresciuto nelle giovanili dell'Atalanta, non ha mai esordito in prima squadra. Ha giocato in prestito con la maglia del Lumezzane, per poi essere ceduto in comproprietà, prima al Verona (con cui gioca due campionati di Serie B), poi all'AlbinoLeffe (sempre in B) ed infine al Catania che lo ha fatto debuttare nella massima serie.
Ha esordito in Serie A il 1º ottobre 2006 in Fiorentina-Catania (3-0). Conta 10 presenze in Serie A ed un gol, realizzato nello scontro diretto contro il Chievo Verona nel maggio del 2007, molto importante per la salvezza della squadra etnea.
A gennaio 2008 passa in prestito alla Triestina, dove veste la maglia numero 20 e con cui gioca due campionati tra i cadetti. Con i giuliani totalizza 58 presenze condite da 6 reti (20 partite e 3 gol al primo anno, 38 partite e 3 gol al secondo anno).
Dopo che la comproprietà tra Atalanta e Catania si è risolta in favore dei siciliani, il 9 luglio 2009 viene ceduto a titolo definitivo al Sassuolo, in Serie B.
Dopo buone annate al comando del reparto difensivo, l'ultimo giorno del mercato invernale 2011 viene ceduto in prestito al Frosinone, sempre in Serie B. Con i laziali segna il suo primo gol nella partita persa per 4-1 in trasferta col Crotone.
Il 23 luglio 2011 viene ceduto alla Cremonese a titolo definitivo con cui firma un contratto di un anno. Nella Stagione 2014-15 si trasferisce al Ciliverghe Mazzano, squadra militante in Serie D.
Da agosto 2020 scende di categoria e si accasa in Eccellenza all'Albinogandino

### Nazionale
Conta sei presenze nella Nazionale italiana Under 20.

## Statistiche

### Presenze e reti nei club
| Stagione                  | Squadra                   | Campionato                | Campionato | Campionato | Coppe nazionali | Coppe nazionali | Coppe nazionali | Coppe continentali | Coppe continentali | Coppe continentali | Altre coppe | Altre coppe | Altre coppe | Totale | Totale |
| Stagione                  | Squadra                   | Comp                      | Pres       | Reti       | Comp            | Pres            | Reti            | Comp               | Pres               | Reti               | Comp        | Pres        | Reti        | Pres   | Reti   |
| ------------------------- | ------------------------- | ------------------------- | ---------- | ---------- | --------------- | --------------- | --------------- | ------------------ | ------------------ | ------------------ | ----------- | ----------- | ----------- | ------ | ------ |
| 2000-2001                 | Atalanta                  | A                         | 0          | 0          | CI              | 0               | 0               | -                  | -                  | -                  | -           | -           | -           | 0      | 0      |
| 2001-2002                 | Lumezzane                 | C1                        | 33         | 2          | CI              | 3               | 0               | -                  | -                  | -                  | -           | -           | -           | 36     | 2      |
| giu-dic. 2002             | Atalanta                  | A                         | 0          | 0          | CI              | 0               | 0               | -                  | -                  | -                  | -           | -           | -           | 0      | 0      |
| Totale Atalanta           | Totale Atalanta           | Totale Atalanta           | 0          | 0          |                 | 0               | 0               |                    | -                  | -                  |             | -           | -           | 0      | 0      |
| gen-giu. 2003             | Hellas Verona             | B                         | 10         | 1          | -               | -               | -               | -                  | -                  | -                  | -           | -           | -           | 24     | 1      |
| 2003-2004                 | Hellas Verona             | B                         | 24         | 1          | CI              | 0               | 0               | -                  | -                  | -                  | -           | -           | -           | 24     | 1      |
| Totale Hellas Verona      | Totale Hellas Verona      | Totale Hellas Verona      | 34         | 2          |                 | 0               | 0               |                    | -                  | -                  |             | -           | -           | 34     | 2      |
| 2004-2005                 | AlbinoLeffe               | B                         | 36         | 1          | CI              | 3               | 0               | -                  | -                  | -                  | -           | -           | -           | 39     | 1      |
| 2005-2006                 | AlbinoLeffe               | B                         | 38+2       | 4          | CI              | 0               | 0               | -                  | -                  | -                  | -           | -           | -           | 40     | 4      |
| Totale Albinoleffe        | Totale Albinoleffe        | Totale Albinoleffe        | 74+2       | 5          |                 | 3               | 0               |                    | -                  | -                  |             | -           | -           | 79     | 5      |
| 2006-2007                 | Catania                   | A                         | 10         | 1          | CI              | 0               | 0               | -                  | -                  | -                  | -           | -           | -           | 10     | 1      |
| giu-dic. 2007             | Catania                   | A                         | 0          | 0          | CI              | 0               | 0               | -                  | -                  | -                  | -           | -           | -           | 0      | 0      |
| Totale Catania            | Totale Catania            | Totale Catania            | 10         | 1          |                 | 0               | 0               |                    | -                  | -                  |             | -           | -           | 10     | 1      |
| gen-giu. 2008             | Triestina                 | B                         | 20         | 3          | -               | -               | -               | -                  | -                  | -                  | -           | -           | -           | 20     | 3      |
| 2008-2009                 | Triestina                 | B                         | 38         | 3          | CI              | 1               | 0               | -                  | -                  | -                  | -           | -           | -           | 39     | 3      |
| Totale Triestina          | Totale Triestina          | Totale Triestina          | 58         | 6          |                 | 1               | 0               |                    | -                  | -                  |             | -           | -           | 59     | 6      |
| 2009-2010                 | Sassuolo                  | B                         | 40+2       | 0          | CI              | 1               | 0               | -                  | -                  | -                  | -           | -           | -           | 43     | 0      |
| giu. 2010-gen.2011        | Sassuolo                  | B                         | 16         | 0          | CI              | 1               | 0               | -                  | -                  | -                  | -           | -           | -           | 17     | 0      |
| Totale Sassuolo           | Totale Sassuolo           | Totale Sassuolo           | 56+2       | 0          |                 | 2               | 0               |                    | -                  | -                  |             | -           | -           | 50     | 0      |
| gen-giu. 2011             | Frosinone                 | B                         | 16         | 1          | -               | -               | -               | -                  | -                  | -                  | -           | -           | -           | 16     | 1      |
| 2011-2012                 | Cremonese                 | LP 1                      | 33         | 4          | CI-LP           | 0               | 0               | -                  | -                  | -                  | -           | -           | -           | 33     | 4      |
| 2012-2013                 | Cremonese                 | LP 1                      | 4          | 2          | CI + CI-LP      | 0               | 0               | -                  | -                  | -                  | -           | -           | -           | 4      | 2      |
| 2013-2014                 | Cremonese                 | LP 1                      | 8+1        | 0          | CI + CI-LP      | 0+2             | 0               | -                  | -                  | -                  | -           | -           | -           | 11     | 0      |
| Totale Cremonese          | Totale Cremonese          | Totale Cremonese          | 45+1       | 6          |                 | 2               | 0               |                    | -                  | -                  |             | -           | -           | 48     | 6      |
| 2014-2015                 | Ciliverghe Mazzano        | D                         | 28         | 0          | -               | -               | -               | -                  | -                  | -                  | -           | -           | -           | 28     | 0      |
| 2015-2016                 | Ciliverghe Mazzano        | D                         | 31         | 2          | -               | -               | -               | -                  | -                  | -                  | -           | -           | -           | 31     | 2      |
| 2016-2017                 | Ciliverghe Mazzano        | D                         | 30+2       | 1          | -               | -               | -               | -                  | -                  | -                  | -           | -           | -           | 32     | 1      |
| 2017-2018                 | Ciliverghe Mazzano        | D                         | 28         | 3          | CI + CI-D       | 1+1             | 0               | -                  | -                  | -                  | -           | -           | -           | 30     | 3      |
| 2018-2019                 | Ciliverghe Mazzano        | D                         | 30         | 1          | CI-D            | 2               | 0               | -                  | -                  | -                  | -           | -           | -           | 32     | 1      |
| 2019-2020                 | Ciliverghe Mazzano        | D                         | 3          | 1          | CI-D            | 2               | 0               | -                  | -                  | -                  | -           | -           | -           | 5      | 1      |
| Totale Ciliverghe Mazzano | Totale Ciliverghe Mazzano | Totale Ciliverghe Mazzano | 150+2      | 8          |                 | 6               | 0               |                    | -                  | -                  |             | -           | -           | 158    | 8      |
| Totale carriera           | Totale carriera           | Totale carriera           | 479+7      | 31         |                 | 17              | 0               |                    | -                  | -                  |             | -           | -           | 502    | 31     |

## Palmarès

### Nazionale
- Torneo Quattro Nazioni: 1

2001-2002